# Priesterbetrug
Priesterbetrug bzw. Herrentrug (auch: „Lehre vom Priester- und Herrentrug“, „Priestertrugidee“ oder „Priesterbetrugstheorie“) ist eine von verschiedenen Aufklärungsphilosophen entwickelte Auffassung, die religiöse Aussagen als betrügerische Erfindungen religiöser Amtsträger kritisiert. Sie war Teil der französischen Gesellschafts- und Staatsphilosophie der Aufklärung und stellte im 18. Jahrhundert eine Kampfthese gegen das Ancien Régime dar. Heute wird der Begriff meist nur verallgemeinernd gebraucht, um ein bestimmtes Argumentationsmuster in der Religions- und Ideologiekritik zu kennzeichnen.

## Indische Philosophie
Den Gedanken des Priesterbetrugs kann man bereits in den Charvakas finden, eine der unorthodoxen Strömungen der indischen Philosophie. Hierbei wird die damals in Indien bestehende Kaste der Brahmanen stark kritisiert: Sie wird als nutzlos und hintertrieben dargestellt. Die Brahmanen hätten sich die Vedas ausgedacht, um sich ihre Stellung als spirituelle Vermittler und somit auch ihren Lebensunterhalt durch Geschenke und Opfergaben zu sichern.
Kritisch hinterfragt wird ebenfalls, inwieweit dem gemeinen Menschen durch Orientierung an Göttlichem und Jenseitigem die Möglichkeit zum eigentlichen unbeschwerten Leben genommen wird.

## Vorbilder in der Antike
Die Vorstellung eines „frommen Betrugs“ (Ovid) ist älter als das Christentum. Schon Xenophanes von Kolophon (570–470 v. Chr.) hielt die Götter des Volksglaubens im alten Griechenland für Erfindungen der Dichter. Der Vorsokratiker Kritias (ca. 460–403 v. Chr.), ein Onkel Platons, suchte nach einer Erklärung für die Entstehung der Religion. Kritias beschrieb einen menschlichen Urzustand; „es herrschte rohe Gewalt“. Damals seien die Gesetze erfunden worden. Diese hätten aber nur die offene Gewalt verhindern können, nicht die heimlich verübten Verbrechen. „Da scheint mir zuerst ein schlauer und kluger Kopf die Furcht vor den Göttern für die Menschen erfunden zu haben, damit die Übeltäter sich fürchteten, auch wenn sie insgeheim etwas Böses täten oder sagten oder dächten. Er führte daher den Gottesglauben ein.“ Kritias nennt ihn „die schlaueste aller Lehren.“ Das ganze Fragment hebt zwei Seiten an der Erfindung der Religion hervor, einerseits den Betrug („indem er die Wahrheit mit trügerischen Worten verhüllte“), andererseits den Zusammenhang von Furcht und Religion. Beide Aspekte dieser Religionskritik kehren in der Geschichte der Antike, der Aufklärung und der Neuzeit wieder.
Im großen Lehrgedicht des Lukrez (98–55 v. Chr.) „Vom Wesen des Weltalls“ wird hervorgehoben, wie die Priester die Furcht der Menschen ausbeuten. „Furcht umfängt die Sterblichen nämlich, weil sie so manchen Vorgang am Himmel wie auf Erden sich abspielen sehen, den sie sich nicht mit den Mitteln ihres Verstandes erklären können.“ Lukrez „möchte die Menschheit erlösen vom Zwange der Religionen“. Er malt sich aus, wie die Priester mit seinem Gedicht umgehen: „Freilich da werden schon einmal mit schreckenerregenden Worten Priester dich nötigen wollen, auf mich und mein Werk zu verzichten, viele entsetzliche Trugbilder werden sie gegen dich hetzen, um auf Vernunft gegründete Lebensprinzipien zu stürzen. Sicher, aus gutem Grunde, denn sähen die Sterblichen deutlich vor sich ein Ende des Elends, so könnten mit geistigen Waffen sie auch dem Irrwahn, dem Drohen der Priester Widerstand leisten.“ Lukrez und sein Werk gerieten in Vergessenheit, bis es Poggio Bracciolini (1380–1459) der Öffentlichkeit humanistischer Gelehrter wieder zugänglich machte.

## 18. Jahrhundert
Auf die Fragen nach
1. Ursprung der Religion,
2. Rolle der Religion im Leben der Gesellschaft.
3. persönlichem oder gesellschaftlichem Nutzen der Religion

wurden die übernatürlichen Quellen der Religion (Offenbarungen) in Zweifel gezogen im Sinne einer Herrschaftskritik, die bestrebt ist, die einseitigen Interessen der Priester nach Macht, Reichtum und Ansehen aufzudecken. Die Religion wird dabei in Betracht gezogen im Zusammenhang mit der Rolle von Alltagswissen, Irrtum, Vorurteil, Täuschung, Dogmatismus, Weltanschauung, Ideologie, Utopie, Mystik, Tradition etc. Ziel der Aufklärung war neben dem Kampf um eine insbesondere auch von der Kirche verweigerte Gleichberechtigung, die Befreiung des Bewusstseins der Menschen vom Aberglauben, der auf solchen möglichen Fehlerquellen beruht. Paul Heinrich Dietrich Holbach (1723–1789) und Claude Adrien Helvétius (1715–1771) gelten als Begründer der Theorie neben Francis Bacon (1561–1626).

## Gegenwart
Die großen atheistischen Kritiker der Religion Feuerbach, Marx, Nietzsche, Freud setzen in der Religionskritik andere Schwerpunkte als die moralisierende Priesterbetrugstheorie, auch wenn sie beispielsweise von Nietzsche in seinem Werk „Der Antichrist“ durchaus vehement vertreten wird. Aus der Philosophie ist das Thema des Priesterbetrugs verschwunden. Die moderne Weltanschauungskritik betont wie die genannten Kritiker des 19. Jahrhunderts vor allem den Unterschied zwischen „Erkenntnis und Illusion“ (E. Topitsch). Trotzdem spielen Betrugsvorwürfe bei Kritikern der Religion von außen oder von innen immer noch eine Rolle, wie manche Buchtitel zeigen: „Der gefälschte Glaube“ (Karlheinz Deschner), „Der große Betrug“ (Gerd Lüdemann).
Die Kritik setzt an den historischen Befunden des Wirkens der Religionen – insbesondere des Christentums – an und kommt zu dem Schluss, dass alle Religionen auf dem Boden der Furcht errichtet wurden:
1. Die Ursachen dieser Furcht seien ursprünglich Unwetter, Donner, Stürme und andere Naturgewalten gewesen, denen sich die Menschen ohnmächtig ausgesetzt fühlten. Deshalb hätten die Menschen Zuflucht bei Wesen gesucht, die stärker waren als sie selbst.
2. Erst später sei durch „ehrgeizige Männer, raffinierte Politiker und Philosophen“ – so Marquis d’Argens in einem Sittenbild des 18. Jahrhunderts – die Leichtgläubigkeit des Volkes für den Erhalt der bestehenden Gesellschaftsordnung ausgenutzt worden. Der intime Freund Friedrichs des Großen charakterisierte damit nicht nur die Priester, sondern auch die weltlichen Herrscher und damit das seit dem Mittelalter bestehende Bündnis von Adel und Klerus.

Für diese Auffassung gibt es bereits in der griechischen Antike Beispiele. Der Sophist Kritias der Jüngere stellt beide Aspekte der Religion als willentliche Schöpfung des Menschen dar. – Freuds Religionstheorie zufolge basiert die Furcht auf dem Totemismus, als Reaktion auf die Vatertötung in der Urhorde und die damit zusammenhängenden Triebkonflikte.
Religion dient für die Aufklärung der Bewältigung von Lebensangst und zur Legitimation unterdrückerischer Gesellschaftsordnungen. In der Priesterbetrugstheorie kommt ein areligiöses Bewusstsein der Herrschenden zum Vorschein, welches die Religion als Herrschaftsinstrument benutzt. Die Aufklärung unterstellt also, dass die Herrschenden sich ihrer areligiösen Haltung bewusst sind und sie mit Kalkül zu ihren Gunsten einsetzen. Es handelt sich hierbei um eine „Verfeinerung“ von Herrschaftswissen, in dem die Herrschenden der religiösen Selbsttäuschung entwachsen sind, aber dennoch die Täuschung zu ihren Gunsten weiter wirken lassen. „Dieses Wissen glaubt nicht, aber es lässt glauben. Es müssen viele die Dummen sein, damit wenige die Klugen bleiben.“ (Peter Sloterdijk in „Kritik der zynischen Vernunft“). In diesem Zusammenhang passen auch die folgenden Verse:

„Ich kenne die Weise, ich kenne den Text

        Ich kenn auch die Herren Verfasser;

        Ich weiß, sie tranken heimlich Wein

        Und predigten öffentlich Wasser.“

Im Unterschied zur üblichen Ideologiekritik, in der das „falsche Bewusstsein“ der anderen Seite und deren „Verblendung“ zu Sprachlosigkeit führen, enthält die Betrugstheorie den Ansatz zu einem Dialog, in dem sie dem Gegner eine mindestens ebenbürtige Intelligenz zubilligt.
Zur Zurückweisung der Religionskritik bzw. rationalen Verteidigung des Glaubens siehe Apologetik.

## Einzelbelege
1. ↑  Theodor Geiger: Ideologie und Wahrheit. Eine soziologische Kritik des Denkens.. Luchterhand, Neuwied/Berlin 2. Auflage 1968, S. 13.
2. ↑  Hans Joachim Störig: Kleine Weltgeschichte der Philosophie Band 1, 12. überarb. und erg. Ausgabe, Frankfurt am Main, 1985, S. 43 f.
3. ↑  Paul Heinrich Dietrich Holbach Système de la nature ou des lois du monde physique et du monde moral. In: Lenk. Ideologie, Neuwied 1961 S. 69–73.
4. ↑  Klaus Dörner: Bürger und Irre. Zur Sozialgeschichte und Wissenschaftssoziologie der Psychiatrie. (1969) Fischer Taschenbuch, Bücher des Wissens, Frankfurt / M 1975, ISBN 3-436-02101-6; S. 123 f., 233
5. ↑  Karl-Heinz Hillmann: Wörterbuch der Soziologie (= Kröners Taschenausgabe. Band 410). 4., überarbeitete und ergänzte Auflage. Kröner, Stuttgart 1994, ISBN 3-520-41004-4, S. 421, Lexikon-Stw. „Priestertruglehre“: S. 689 f.
6. ↑  Sigmund Freud: Der Mann Moses und die monotheistische Religion. (1939) Philipp Reclam jun., Stuttgart 2010; ISBN 978-3-15-018721-0; Nach der Seitenzahl ist die Zeilenzahl durch einen Stern (*) getrennt angegeben; S. 103*31 ff.